# Ruben Ter-Minasjan

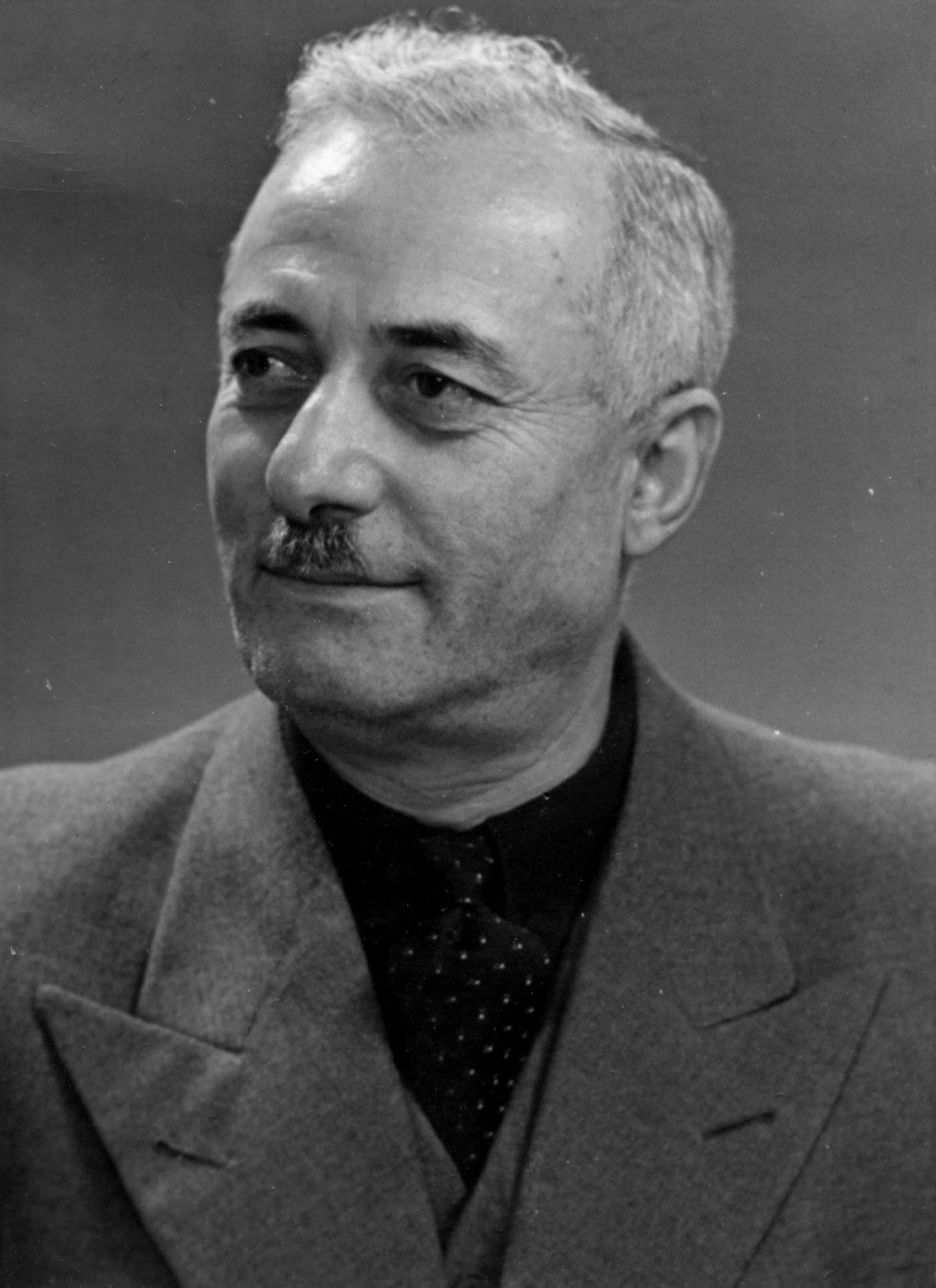
Ruben Ter-Minasjan

Ruben Ter-Minasjan (auch Minasian, armenisch Ռուբէն Տէր Մինասեան; * 7. Mai 1882 in Achalkalaki, Gouvernement Tiflis, Russisches Kaiserreich; † November 1951 in Paris, Frankreich) war ein armenischer Politiker, Mitglied der Armenischen Revolutionären Föderation und Kriegsminister der Demokratischen Republik Armenien.

## Biographie
Ter-Minasjan besuchte zuerst die religiöse Bildungsanstalt Gevorgian in Etschmiadsin, setzte dann seine schulische Ausbildung im Lazarian-Kolleg in Moskau fort.
Nach dem Militärdienst in der kaiserlich russischen Armee schloss sich Ter-Minasjan der nationalistischen Armenischen Revolutionären Föderation an. 1905 wurde er als bevollmächtigter Repräsentant der ARF in die Stadt Van entsandt, wo er Aram Manukian kennenlernte. 1906 ging er nach Sasun, um dort den armenischen Guerilla-Kämpfer Kevork Çavuş beim Widerstand gegen die osmanischen Truppen zu unterstützen. Nach der Ermordung von Çavuş im Mai 1907 und der Verkündung der neuen osmanischen Verfassung 1908 übernahm Ter-Minasjan die Führung des armenischen Aufstandes gegen das Osmanische Reich in der Provinz Sasun.
Ter-Minasjan nahm am fünften Weltkongress der ARF in Warna teil und ging 1909 nach Genf, um dort zu studieren. 1913 kam er in die osttürkische Stadt Muş. 1915 setzten sich von Ter-Minasjan befehligten armenischen Einheiten in Sasun erfolgreich gegen die regulären türkischen Streitkräfte und kurdischen Freischärler zur Wehr.
Nach dem Zusammenbruch des Zarenreiches wurde Ter-Minasjan 1917 Mitglied des in Tiflis ansässigen Armenischen Nationalrats. Nach der Proklamation der Demokratischen Republik Armenien im Mai 1918 wurde er ins Parlament gewählt. In der Regierung von Hamo Ohandschanjan diente er als Kriegsminister (Mai–November 1920) und spielte eine entscheidende Rolle bei der Niederschlagung der bolschewistischen Aufstände.
Nach der Sowjetisierung Armeniens hielt er sich einige Zeit im südarmenischen Sjunik auf. Ende 1920 ging Ter-Minasjan ins Exil nach Frankreich, Ägypten und in den Nahen Osten, um die Idee der Unabhängigkeitsbewegung in armenischen Gemeinden zu propagieren. 1948 zog er erneut nach Frankreich und verbrachte die letzten Jahre seines Lebens in Paris.
Ter-Minasjan ist Autor des 7-bändigen Werks „Memoiren der Armenischen Revolutionären“ (1951–1952).